# سوبورتوخار
بلدية سوبورتوخار (بالإسبانية: Soportújar) هي بلدية تقع في مقاطعة غرناطة التابعة لمنطقة أندلوسيا جنوب إسبانيا.

## الديموغرافيا
بلغ عدد سكان بلدية سوبورتوخار 280 نسمة عام 2011 (وفقاً للمعهد الوطني الإسباني للإحصاء).
| 288 | 276 | 260 | 274 | 257 | 242 | 280 |